# 3-Hidroksi-2-metilpiridinkarboksilat dioksigenaza
3-Hidroksi-2-metilpiridinkarboksilat dioksigenaza (EC 1.14.12.4, metilhidroksipiridinkarboksilatna oksidaza, 2-metil-3-hidroksipiridin 5-karboksilna kiselina dioksigenaza, metilhidroksipiridin karboksilatna dioksigenaza) je enzim sa sistematskim imenom 3-hidroksi-2-metilpiridin-5-karboksilat,NAD(P)H:kiseonik oksidoreduktaza (deciklizacija). Ovaj enzim katalizuje sledeću hemijsku reakciju
3-hidroksi-2-metilpiridin-5-karboksilat + NAD(P)H + H+ + O2 {\displaystyle \rightleftharpoons } 2-(acetamidometilin)sukcinat + NAD(P)+
Ovaj enzim je flavoprotein (FAD).

## Literatura
- Nicholas C. Price; Lewis Stevens (1999). Fundamentals of Enzymology: The Cell and Molecular Biology of Catalytic Proteins (Third изд.). USA: Oxford University Press. ISBN 019850229X.
- Eric J. Toone (2006). Advances in Enzymology and Related Areas of Molecular Biology, Protein Evolution (Volume 75 изд.). Wiley-Interscience. ISBN 0471205036.
- Branden C; Tooze J. Introduction to Protein Structure. New York, NY: Garland Publishing. ISBN 0-8153-2305-0.
- Irwin H. Segel. Enzyme Kinetics: Behavior and Analysis of Rapid Equilibrium and Steady-State Enzyme Systems (Book 44 изд.). Wiley Classics Library. ISBN 0471303097.

## Spoljašnje veze
- 3-hydroxy-2-methylpyridinecarboxylate+dioxygenase на 